# 단일항 산소
단일항 산소(singlet oxygen)는 단일항 상태의 산소이다. 축퇴 에너지 수준 반결합 오비탈 2개 중 같은 오비탈에 전자가 있는지, 다른 오비탈에 전자가 있는지에 따라 2가지 상태가 있으며 그중 더 에너지가 낮은 것은 같은 오비탈에 있는 경우이다.

## 반응성
단일항 산소의 반응성이 더 높으며 딜스-알더 반응에도 참여할 수 있다.

## 같이 보기
- 단일항 상태
- 이중항 상태
- 다이라디칼
- 삼중항 산소